# Stanley Clarke
Stanley Clarke (30 juni 1951 i Philadelphia Pennsylvanien) er en amerikansk bassist og komponist.
Clarke er nok bedst kendt som bassist i fusionsorkesteret Return To Forever fra 1970'erne, ledet af Chick Corea. 
Han har foruden spillet med bl.a. George Duke, Horace Silver, Dexter Gordon, Art Blakey, Joe Henderson, Gil Evans og Stan Getz. Udover samarbejde med musikere, der primært er kendt for deres jazzmusik, arbejdede Stanley Clarke fra slutningen af 1970'erne tillige sammen med en række artister indenfor rock- og bluesgenren, såsom Stewart Copeland og Jeff Beck. Han var en del af Rolling Stones-guitaristen Ron Woods kortvarige project The New Barbarians, hvor han spillede med Woods, Keith Richards, Ian McLagan, Bobby Keys og Joseph Zigaboo.
Clarke, der både spiller elbas og kontrabas, har lavet en del plader i eget navn, og indspillet og komponeret filmmusik. 
Han var sammen med Anthony Jackson ligeledes en af de første der begyndte at spille på en seksstrenget elbas.
I Bass Player Magazines særudgave fra 2017 "100 Greatest Bass Players" er Stanley Clarke anført som nr. 5 på listen over verdens bedste bassister gennem tiderne.

## Priser og hæder
- Grammy Award for Best Jazz Performance by a Group, No Mystery, med Return to Forever, 1977
- Grammy Award for Best Contemporary Jazz Album, The Stanley Clarke Band, 2011
- Grammy Award for Best Jazz Instrumental Album, Forever med Chick Corea og Lenny White, 2012[2]
- Miles Davis Award, 2011
- Lifetime Achievement Award, magasinet Bass Player, 2006
- Æresdoktor i "Fine arts" ved The University of the Arts i Philadelphia, 2008